# Alphonsus Maria Antonius Aloysius Steger
Alphonsus Maria Antonius Aloysius Steger ('s-Gravenhage, 9 juli 1874 – aldaar, 31 augustus 1953) was een Nederlands politicus voor de RKSP.
Steger was een Delftse hoogleraar chemie die langere tijd voor de katholieke partij zitting in de Eerste Kamer had. Hij was de zoon van Cornelis Anthonius Steger, die van 1886 tot 1901 directeur was van de – toen nog geheten – Stenografische Inrichting van de Staten-Generaal. Steger begon zijn loopbaan als leraar en was later directeur van een gasbedrijf. Hij was onderwijswoordvoerder in de Eerste Kamer. Hij werd weggezuiverd uit de tijdelijke Staten-Generaal door de zogenaamde verklaringscommissie Beelaerts van Blokland. Dit berustte op de veronderstelling dat hij studenten had aangeraden de loyaliteitsverklaring te tekenen. In feite behoorde Steger tot de minderheid van de Senaat die voor een advies tot weigeren waren.
Hij zat in besturen van diverse katholieke organisaties, zo was hij van maart 1931 tot februari 1933 voorzitter van de Katholieke Verkenners.
Zijn zoon Ed Steger was van 1938 tot 1967 burgemeester van Oirschot.
- Biografisch Portaal: 18642604
- Parlement.com: vg09ll9cw8zz